# Skovbrødrene
Skovbrødrene (estisk: metsavennad, lettisk: mežabrāļi, litauisk: miško broliai) var estiske, lettiske og litauiske partisaner, som førte guerillakrig mod det sovjetiske styre under Sovjetunionens besættelse af de baltiske lande under og efter 2. verdenskrig. Lignende antisovjetiske østeuropæiske modstandsgrupper kæmpede mod sovjetisk og kommunistisk styre i både Bulgarien, Polen, Rumænien, Kroatien og det vestlige Ukraine.
Den Røde Hær okkuperede de uafhængige baltiske lande 1940-1941 og efter den nazi-tyske okkupation igen i 1944-1945. Da stalinistisk undertrykkelse forstærkedes de næste år, tog cirka 50.000 indbyggere i de tre lande tilflugt i de store skove og gjorde dem til hjemsted for modstanden. Modstandsgrupperne varierede i størrelse og sammensætning: lige fra guerillaer hovedsageligt bevæbnet til selvforsvar til store og velorganiserede grupper, der kunne engagere betydelige sovjetiske styrker.